# Eric Willaarts
Eric Willaarts (Woudenberg, 25 agosto 1961) è un ex calciatore olandese. Attaccante, attivo fra gli anni ottanta e novanta in Eredivisie e in Bundesliga, ha legato la sua fama principalmente alle sue prestazioni con la maglia dell'Utrecht.

## Carriera
Willaarts iniziò a giocare a calcio nel Woudenberg. Qui fu notato da Nol de Ruiter, manager dell'Utrecht. Nel 1986-87 formò con John van Loen una formidabile coppia d'attacco, arrivando secondo in classifica cannonieri dietro Marco van Basten con 20 gol. Nel 1987 si trasferì in Bundesliga al Borussia Mönchengladbach, ma a causa di un infortunio non riuscì a rendere come sperato. Nel 1989 tornò in prestito all'FC Utrecht, ma i 9 gol segnati non convinsero il Borussia che lo cedette a titolo definitivo al FC Dordrecht dove rimase per due anni, prima di chiudere la carriera con il Go Ahead Eagles dove segnò soli cinque gol.